# Artus Gouffier de Boisy
Pour les articles homonymes, voir Artus Gouffier et Gouffier de Boisy.
Pour les autres membres de la famille, voir Famille Gouffier.

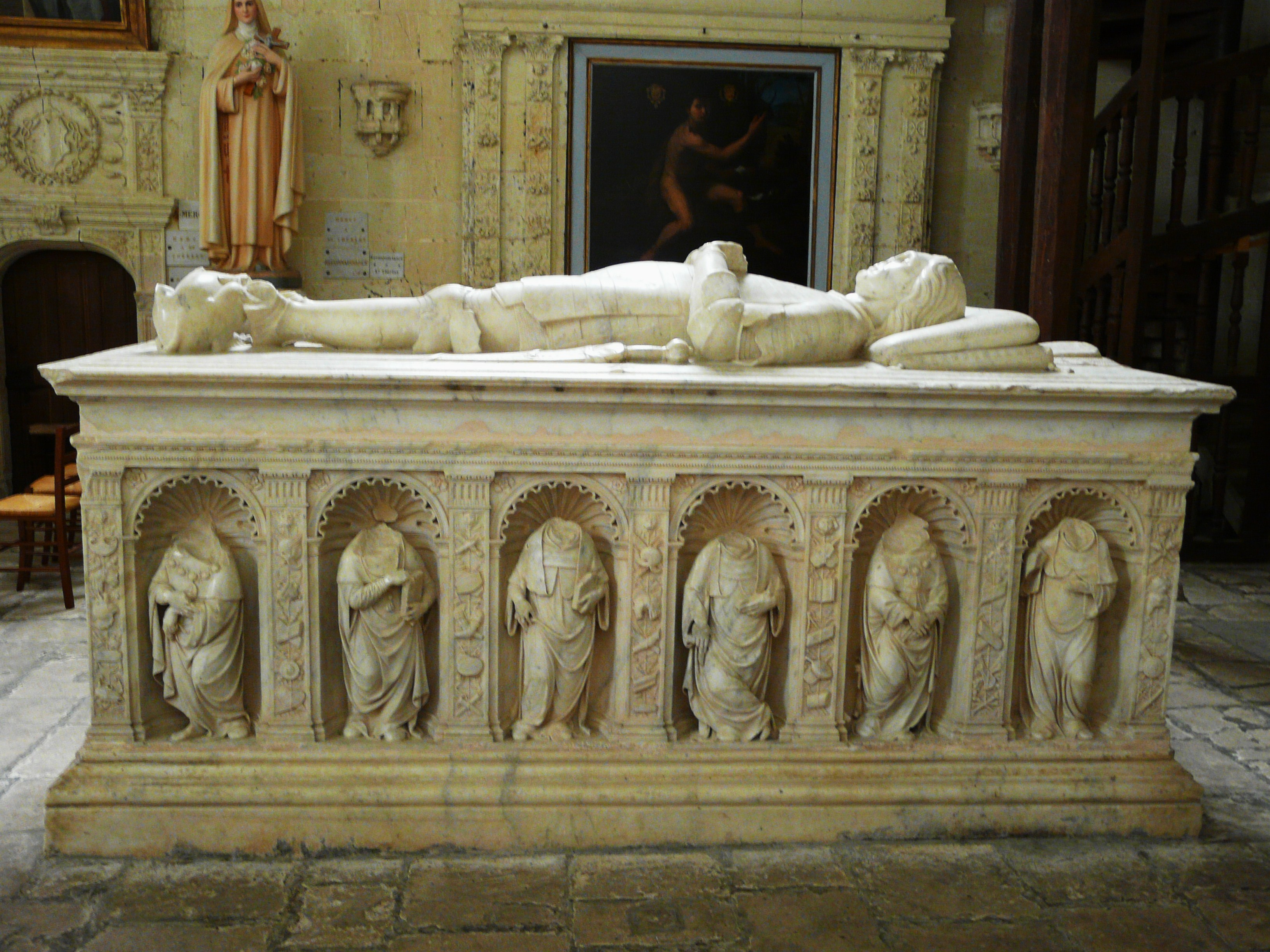
Gisant d’Artus Gouffier, dans la collégiale d’Oiron.

Artus (ou Arthus) Ier Gouffier de Boisy, né le 6 septembre 1474 au Château de Boisy et mort le 13 mai 1519 à Montpellier, est un homme politique et diplomate français issu de la Famille Gouffier.
Il fut seigneur de Boisy, de St-Loup et d’Oiron, baron de Roannais, comte d'Étampes, pair de France et grand maître de France.
Homme de paix, il œuvra jusqu'à son décès le 13 mai 1519, à établir une paix entre le futur Charles Quint et Francois Ier, dont il a été le principal conseiller dès l’avènement de celui-ci en 1515. Il en avait été dès 1506 son gouverneur, c'est-à-dire le responsable de son éducation.

## Biographie

### Jeunesse
Artus Ier Gouffier est né le 6 septembre 1474 à environ 13 h 30. C'est l’aîné du second mariage, le 15 juin 1472, de Guillaume Ier Gouffier, seigneur de Boisy, sénéchal de Saintonge († 23 mai 1495 à Amboise) avec Philippe de Montmorency († 20 novembre 1516 à Chinon ; fille de Jean II de Montmorency et tante du connétable Anne de Montmorency).
Guillaume et Philippe Gouffier ont huit autres enfants dont Louis Gouffier († 1503) qui est chanoine de la Sainte-Chapelle et abbé de Saint-Maixent ; le cardinal évêque d'Albi Adrien Gouffier († 1523) ; Pierre Gouffier († 1516) qui est abbé de St-Denis en 1505, de St-Pierre-sur-Dives et de Saint-Maixent ; l'amiral Guillaume Gouffier de Bonnivet ; Charlotte Gouffier qui est gouvernante des enfants de François Ier (épouse de René de Cossé-Brissac et mère des maréchaux Charles et Artus) ; Anne Gouffier également gouvernante des enfants de France ; Aymar Gouffier († 1528) qui est abbé de Saint-Jouin de Marnes, de St-Denis, de Cluny et évêque d'Albi ; et Catherine Gouffier (religieuse). 
De plus, Artus avait six demi-frères et sœurs par son père ayant épousé en premières noces Louise de Chaumont d'Amboise, fille de Pierre : dont Madeleine, aussi gouvernante des Enfants de France, femme de René Le Roy de Chavigny et mère de Jacques Le Roy, et un demi-frère du côté de sa mère.
Artus Gouffier devient au plus tard en 1490 enfant d’honneur du roi Charles VIII puis écuyer et pannetier. Il se trouve ainsi placé dans l’intimité du jeune roi de France et c’est à ce titre qu’il l’accompagne lors de la conquête de Naples, combattant à ses côtés lors de la bataille de Fornoue, le 6 juillet 1495 et gagnant définitivement sa confiance, ainsi que celle de la reine, Anne de Bretagne.

### Le gouvernement de François d'Angoulême
Après la mort de Charles VIII, Artus Gouffier reste proche de son successeur, Louis XII, fort du soutien que son père Guillaume avait apporté lors de la Guerre folle à celui qui n’était encore que duc d’Orléans. C’est ainsi que Louis XII le fait bailli de Vermandois le 23 novembre 1503 et capitaine de Chinon en 1514.
En 1506, il est choisi comme gouverneur du jeune François d’Angoulême par la mère de ce dernier, Louise de Savoie en remplacement de Pierre de Rohan, Maréchal de Gié, qui vient d’être disgracié. Anne de Bretagne a vraisemblablement joué un rôle déterminant dans sa désignation, car elle figurait parmi les adversaires du maréchal. Cette charge de gouverneur était déterminante car, Louis XII n’ayant pas de fils, François d’Angoulême se trouvait le premier dans l’ordre de succession au trône de France et deviendra par la suite, François Ier. 
En tant que gouverneur, Artus était vraisemblablement chargé de l’aspect chevaleresque et militaire de l’éducation du jeune prince : Jean de Saint-Gelais, quand il énumère les mérites d’Artus sur l'éducation du futur roi, insiste surtout sur ses hauts faits durant la campagne napolitaine de 1494-1495.
La confiance de Louise de Savoie et de François d’Angoulême se concrétise à plusieurs reprises dans les années qui suivent. En 1508, il fait office de procureur de Louise de Savoie lors de l’hommage rendu pour elle au roi pour les seigneuries de Matha, Aulnay et Maulévrier. En 1513, François d’Angoulême fait de lui le gouverneur de son duché de Valois. En 1514, il est nommé en tête de la liste des officiers de la maison de François d’Angoulême.

### Le Grand maître de France
Artus Gouffier est nommé Grand maître de France dès le 7 janvier 1515, succédant à Jacques II de Chabannes de La Palice moins d'une semaine après l’avènement de François Ier. Grand officier de la couronne, le grand maître est chargé de diriger toute l’activité de la cour : il supervise les appointements du personnel de la cour, contrôle les dépenses, garde les clés des résidences royales et veille à la sécurité du roi.
Il devient dans le même temps le conseiller le plus écouté de François Ier. C’est dans les négociations précédant la signature du Concordat de Bologne, dans les derniers mois de l’année 1515, que son rôle devient prépondérant. 
Lorsque le Concordat est finalement signé, le 18 août 1516, Artus Gouffier a déjà quitté l'Italie pour mener au nom du roi une autre négociation durant ce même mois d’août 1516, où il rencontre les émissaires du jeune roi d'Espagne Charles 1er, futur Charles Quint, à Noyon. 
Quelques mois plus tard, au début de l’année 1517, c’est encore le Grand maître qui conduit la délégation française qui rencontre à Cambrai les émissaires de l’empereur Maximilien, avec qui un autre traité est alors signé.
Le Concordat et ces différents traités visaient à assurer la sécurité extérieure du royaume vis-à-vis de ses puissants voisins. Pour compléter ce dispositif, une ambassade est également organisée en 1518 auprès d'Henri VIII, en Angleterre. L’ambassade a lieu, mais Artus Gouffier ne peut pas, cette fois-ci, la conduire, du fait des graves crises de goutte qui l’assaillent régulièrement.
Il parvient tout de même à conduire une nouvelle rencontre avec les émissaires de Charles d’Espagne, au printemps 1519, à Montpellier. Cette entrevue visait à apaiser les tensions suscitées entre les deux souverains par la mort de Maximilien, le 12 janvier 1519, dont la succession attisait les convoitises des deux jeunes rois de France et d’Espagne.
Largement compromises par cette rivalité, les négociations de Montpellier sont finalement interrompues brutalement le 13 mai 1519 par le décès du grand maître, emporté par une nouvelle crise de la maladie, qui sert de prétexte aux autres ambassadeurs de François Ier pour mettre fin aux discussions.

Artus Gouffier portait « D'or, à 3 jumelles de sable en fasce ».

### Mariage et descendance
Artus Gouffier épouse le 10 février 1500, Hélène de Hangest († 26 janvier 1538), fille unique de Jacques de Hangest, seigneur de Genlis (aujourd'hui Villequier-Aumont), Magny (aujourd'hui Guiscard), et de Jeanne de Moy. Elle est la nièce de Charles de Hangest, évêque comte de Noyon de 1501 à 1525. Elle lui apporte en dot toutes ses seigneuries. Après la mort de son époux, elle fait poursuivre les travaux au Château d'Oiron et à la collégiale d'Oiron. Elle demanda à être inhumée dans la collégiale, avec son époux.
De leur union sont issus trois enfants : 
- Claude Gouffier, 1er duc de Roannais, marquis de Boisy, comte de Caravas, seigneur d'Oiron, Grand écuyer de France, premier gentilhomme de la chambre du Roi, chevalier de son ordre, capitaine des cent gentilshommes de sa Maison, marié cinq fois et ayant eu 10 enfants dont Gilbert Gouffier, 2e duc de Roannais ;
- Hélène, alias Anne Gouffier, mariée en 1517 avec Louis de Vendôme, vidame de Chartres, puis en 1527 avec François de Clermont-Gallerande, seigneur de Traves et Saint-Chéron (leur fille unique Hélène de Clermont, la Belle de Traves, héritière de Traves et Toulongeon, épouse Antoine Ier de Gramont en 1549[7]) ;
- Anne Gouffier, religieuse à Fontevraud[8].

## Terres et titres
Par son père, Artus Gouffier se trouvait à la tête d’un ensemble de terres dont les deux pôles se situaient l’un en Poitou, à Oiron, l’autre en Forez, autour de Roanne et Boisy. En Poitou, ce sont les seigneuries d’Oiron et de Glénouze ; en Forez celles de Boisy, Roanne, Saint-Haon-le-Châtel et La Motte-Saint-Romain. Tandis qu'en Anjou, il reçoit de Louise de Savoie en 1514, la seigneurie de Maulévrier (érigé en comté par François Ier en 1542).
La faveur de François Ier lui valut plusieurs autres terres et titres : comté d’Étampes (en 1515, à titre viager uniquement), seigneuries de Villedieu-sur-Indre, de Bourg-Charente et Garde-Épée à Saint-Brice. 
Sa fortune lui permit dans le même temps d’arrondir le périmètre de ses possessions autour d’Oiron avec l’acquisition des seigneuries de Saint-Loup pour 36 000 livres en 1517 (confirmée deux ans plus tard par le Parlement de Paris), de Saint-Généroux en 1518 (en échange d'une rente annuelle de 20 livres) et de Passavant.
De plus, juste après la victoire de Marignan, François Ier fit don à Artus Gouffier d’un ensemble de seigneuries du duché de Milan, l’ensemble étant érigé en un comté de Caravaggio. Ces seigneuries furent définitivement perdues par son fils Claude après la perte définitive du duché de Milan par la couronne de France en 1525, mais le titre de comte de Caravaggio, francisé en Caravas ou Caravaz, resta à ses descendants (sans doute le Carabas du ''Chat botté'' de Perrault ?).
En 1515, il achète le droit de gérer les biens considérables qui constituaient le douaire de la reine Marie Tudor, veuve de Louis XII, repartie en Angleterre et de ce fait dans l’incapacité d’assurer elle-même l’administration de ses biens en France.
Toujours en 1515, le 15 juillet, Suzanne de Bourbon, lui transfère tous les droits qu'elle a dans la seigneurie de Roanne puis la moitié de la châtellenie, le 16 septembre de la même année. 
La consécration de vaste ensemble vient le 3 avril 1519, avec l’érection des seigneuries foréziennes d’Artus Gouffier en duché-pairie « de Roannais » : pour la première fois, ce titre était attribué à un personnage qui n’était pas prince du sang. Malheureusement, les lettres du roi n’avaient pas encore été enregistrées à la mort du Grand maître, elles n’ont donc jamais pris effet.

### Artus Gouffier et le château d'Oiron
C'est cependant dans le Poitou, au château d'Oiron, qu'Artus fit réaliser des aménagements destinés à en faire le cœur des possessions de la famille. 
Outre quelques aménagements sur l'ancien logis médiéval, il entreprit surtout la construction, juste à côté du château, de la collégiale Saint-Maurice, autorisée le 10 mars 1519 par une bulle pontificale. Elle est destinée à remplacer l'ancienne église qui tombe en ruine, pour en faire une nécropole familiale, elle abrite aujourd'hui encore les gisants de sa famille.

## Épitaphes
Artus Gouffier laissait à sa mort l'image d'un homme de paix, mort avant d'être parvenu à un accord entre François Ier et Charles d'Espagne, dirigeant des plus grandes puissances de la chrétienté. De fait, quelques mois plus tard, l'élection du second comme empereur sous le nom de Charles Quint signe le début des hostilités entre les deux royaumes. La concomitance de la mort du grand maître et de la reprise des hostilités a fortement marqué ses contemporains, ce qui transparait dans plusieurs textes de l'époque :
- Fleuranges : « dont feust grand dommaige de sa mort, car elle a cousté la mort de deux cent mille hommes depuis ; et s'il eust vescu, je suis bien asseuré que ce n'eust point esté. »[9]
- Martin du Bellay : « Ladite mort fut cause de grandes guerres, ainsi qu'entendrez cy-après ; car s'ils eussent achevé leur parlement, il est tout certazin que la chrestienté fust demourée en repos pour l'heure, mais ceux qui par après manièrent les affaires, n'aimèrent pas le repos de la chrestienté comme faisoient lesdits de Chièvres et le grant maistre. »[10]
- Nicolas Versoris : « l'on disoit communement que, s'il eust encores vesqu, ensamble monseigneur de Chevres, gouverneur et chancellier du Roy catolique, les guerres n'eussent esté telles comme depuys on esté au moyen de ce que il gouvernoit bien les princes en amour. »[11]
- Brantôme : « il mourut et on n'y sceut jamais mettre remede, dont fut tres grant dommaige, car il a cousté la mort de deux cens mil hommes depuis sa mort. » [12]

L'auteur le plus prolifique sur le sujet fut le rhétoriqueur poitevin Jean Bouchet, qui a doté son ouvrage Le Labirynth de fortune d'un « prelude contenant le motif de l'acteur qui deplore le trespas de feu messire Autur Gouffier », où l'on peut lire notamment :

« Il est mort, qui ? Le sire de Boisy,

Que l'on avoit sur tous aultres choisy

Pour gouverner soubz le roy tout son royalme (sic).

Si donc tu voys la fons de pleurs, boys-y

Pour arrouser ton cueur de deul (sic) moisy,

Et ditz pour luy quelque cantique ou psalme,

Car entre ceulx qui ont porté le heaulme

Des vertueux, a le loz merité.

Prions donc Dieu que au ciel soit herité

Et que ça-bas vive par renommee.

Il fut fidele et plain de verité,

D'amour, d'espoir, onc par temerité

Ne fut sa vie entre gens mal nommee. »

## Distinction
- Chevalier de l'ordre de Saint-Michel[14]